# 阿尔贝特·勒斯蒂
阿尔贝特·勒斯蒂（德語：Albert Rösti，瑞士標準德語發音：[ˈalbɛrt ˈrøːsti]；1967年8月7日—）瑞士商人、政治人物，从2023年1月1日起担任瑞士联邦委员会委员。2016年至2020年他在瑞士人民黨（SVP/UDC）担任主席一职，并在2011年至2022年担任伯恩州国民院议员。他居住在图恩附近的于滕多夫。

## 早年生活和教育经历
1967年8月7日，勒斯蒂出生在伯恩州坎德施泰格的一个新教山区农民家庭。 他曾在苏黎世联邦理工学院学习农艺学。2002年毕业后他前往只身前往美国的羅徹斯特大學攻读工商管理碩士学位。

## 职业生涯
勒斯蒂于1998年进入伯尔尼经济事务部工作，2001年至2003年担任副秘书长，2003年至2006年担任秘书长。随后，他成为瑞士牛奶生产商协会理事。自 2013年起，他成为商业和政治咨询公司罗斯基博士有限公司办公室的所有者和经理。
2007年至2014年，勒斯蒂担任农业信息服务社（LID）的社长。 2014年5月，他当选为瑞士明智能源政策行动组织（AVES）主席。  2015年5月，勒斯蒂接替卡斯帕·巴德尔 (Caspar Baader)担任瑞士燃料贸易商协会瑞士石油（Swiss Oil）总裁。

## 政治生涯
2000年至2007年间，勒斯蒂担任瑞士人民党于滕多夫分部主席。2008年1月起，担任乌滕多夫地方议会议员，并于2014年接替汉内斯-藻格-格拉夫（Hannes Zaugg-Graf）成为于滕多夫市长。 
2010年，勒斯蒂参加伯尔尼政府选举，但以失败告终。他在2011年瑞士联邦选举中首次当选为国民院议员。2015年瑞士聯邦選舉中，罗斯提担任瑞士人民党的竞选经理，并在伯尔尼联邦院委员竞选，但未能成功。勒斯蒂在国民院任职，2022年12月31日离职。
2015年11月，瑞士人民党伯尔尼分部提名勒斯蒂为2015年瑞士聯邦委員會选举候选人，但两周后他退出了委员会竞选。 
2016年4月23日，勒斯蒂全票当选为瑞士人民党主席，接替退休主席托尼·布倫納。  在马尔科·基耶萨当选后，他于2020年辞去了党内领导职务。
2022年12月7日，勒斯蒂在2022年瑞士联邦委员会选举中接替于利·毛雷尔，当选联邦委员会委员，于 2023年1月1日就职。

## 个人生活
1994年，勒斯蒂与瑞士国际航空公司的空乘Theres Neuenschwander 结婚，婚后育有一儿一女。  勒斯蒂住在图恩附近的于滕多夫。